# Тет (свято)

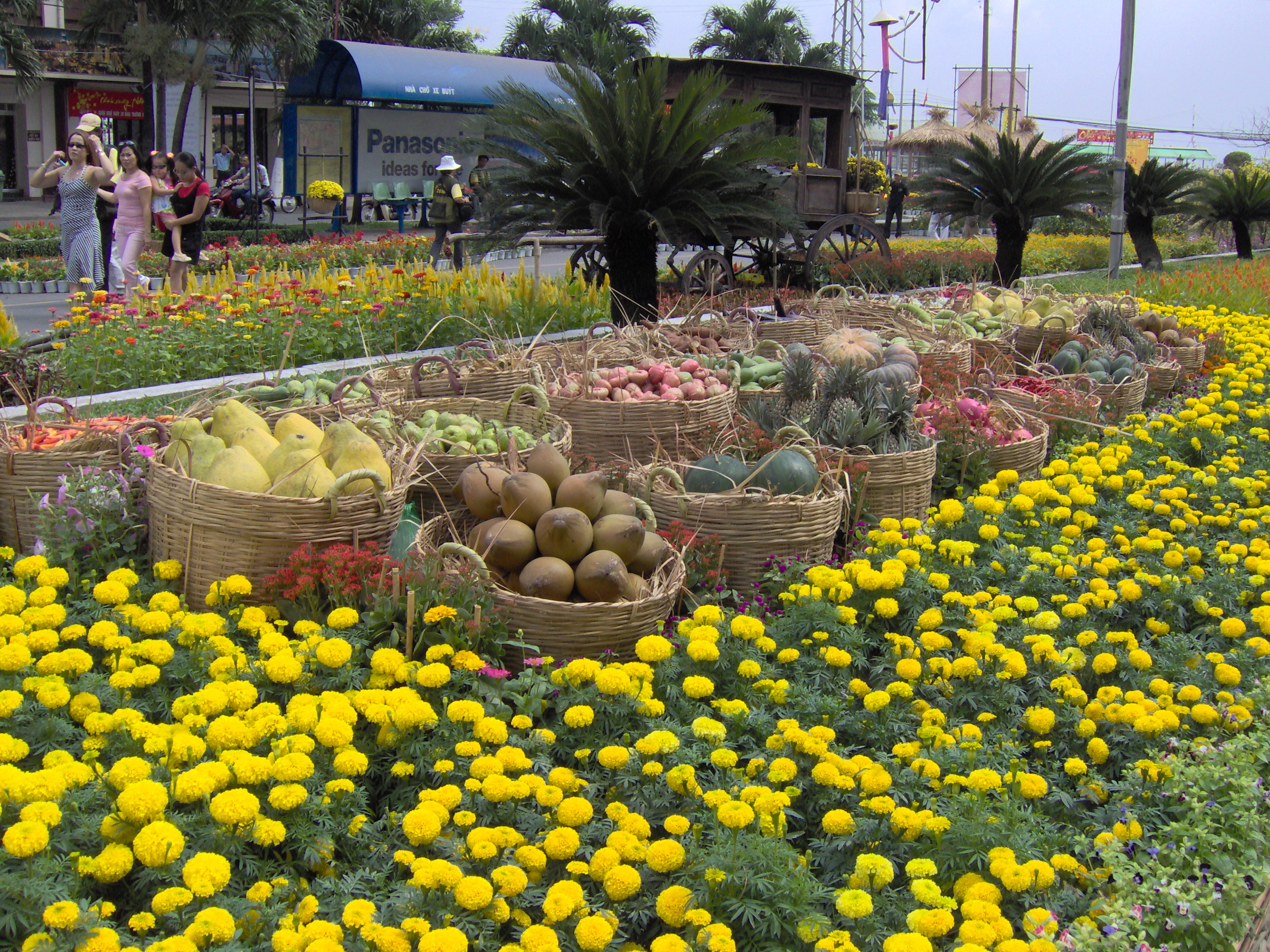
Нгуєнхює (Nguyễn Huệ), центральна вулиця Хошимина, прикрашена на час Тета квітами і фруктами

Тет (в'єтн. Tết, повна назва Тет Нгуен Дан в'єтн. Tết Nguyên Đán) - в'єтнамський Новий рік за місячно-сонячним календарем, одне з найважливіших і найпопулярніших свят у В'єтнамі.
В'єнамський Новий Рік відбувається одночасно з китайським Новим роком, проте є деякі розбіжності в часі, у зв'язку з одногодинною різницею між Ханоєм і Пекіном. Починається першого дня першого місяця за місячним календарем (приблизно в кінці січня чи початок лютого) і триває до трьох днів. Тет святкують багато з тих, хто пам'ятає своїх китайських пращурів. Під час приготування до свята в'єтнамці прибирають житло і готують спеціальні страви. Традиційно під час святкування Тет багато в'єтнамців влаштовують сімейні свята й походи в гості, відвідують храми. Також традиційним є перший вихід з дому в перший день нового року (xông nhà), згадування предків, новорічні привітання, влаштовування новорічної торгівлі. В цей день забувають проблеми старого року. Також Тет вважають першим днем весни, тому його часто називають "Святом весни" (в'єтн. Hội xuân).
Лише чотири рази з 1975 по 2100 місячний новий рік починається у різний час у Китаї та В'єтнамі:
| Рік  | Дата в'єтнамського Нового року | Дата китайського Нового року |
| ---- | ------------------------------ | ---------------------------- |
| 1985 | 21 січня                       | 20 лютого                    |
| 2007 | 17 лютого                      | 18 лютого                    |
| 2030 | 2 лютого                       | 3 лютого                     |
| 2053 | 18 лютого                      | 19 лютого                    |

Новорічна страва у В'єтнамі - рисовий пиріг бань чунг. Це пиріг квадратної форми, загорнутий в бананове листя і перев'язаний гнучкими бамбуковими прутиками. У начинку з бобових іноді додають шматочки свинини. Ця начинка, залежна від сезону, знаходиться між двома шарами клейкого рису. Квадратна форма пирога вважається символом вдячності в'єтнамців до достатку землі, яка дає їм їжу чотири сезони в році.